# 武器搬運車
武器运载车（德語：Waffenträger）是第二次世界大戰末期由纳粹德国所開發的一種自走反戰車砲，它本身俱有攻擊能力，同時也可以為步兵運送武器。
雖然在二次大戰中纳粹德国的武器运载车有很多种，由不同公司同時開發，但生产数量都很少，其中阿德尔特公司（Ardelt）所設計製造的阿德尔特武器运载车数量最多。雖然德意志國防軍下訂了100輛左右，但是直至德國投降前仍無法全部完全交貨，實際生産数量不明，但推測完成的大約只有10輛左右。

## 阿德尔特武器运载车

### 開發過程

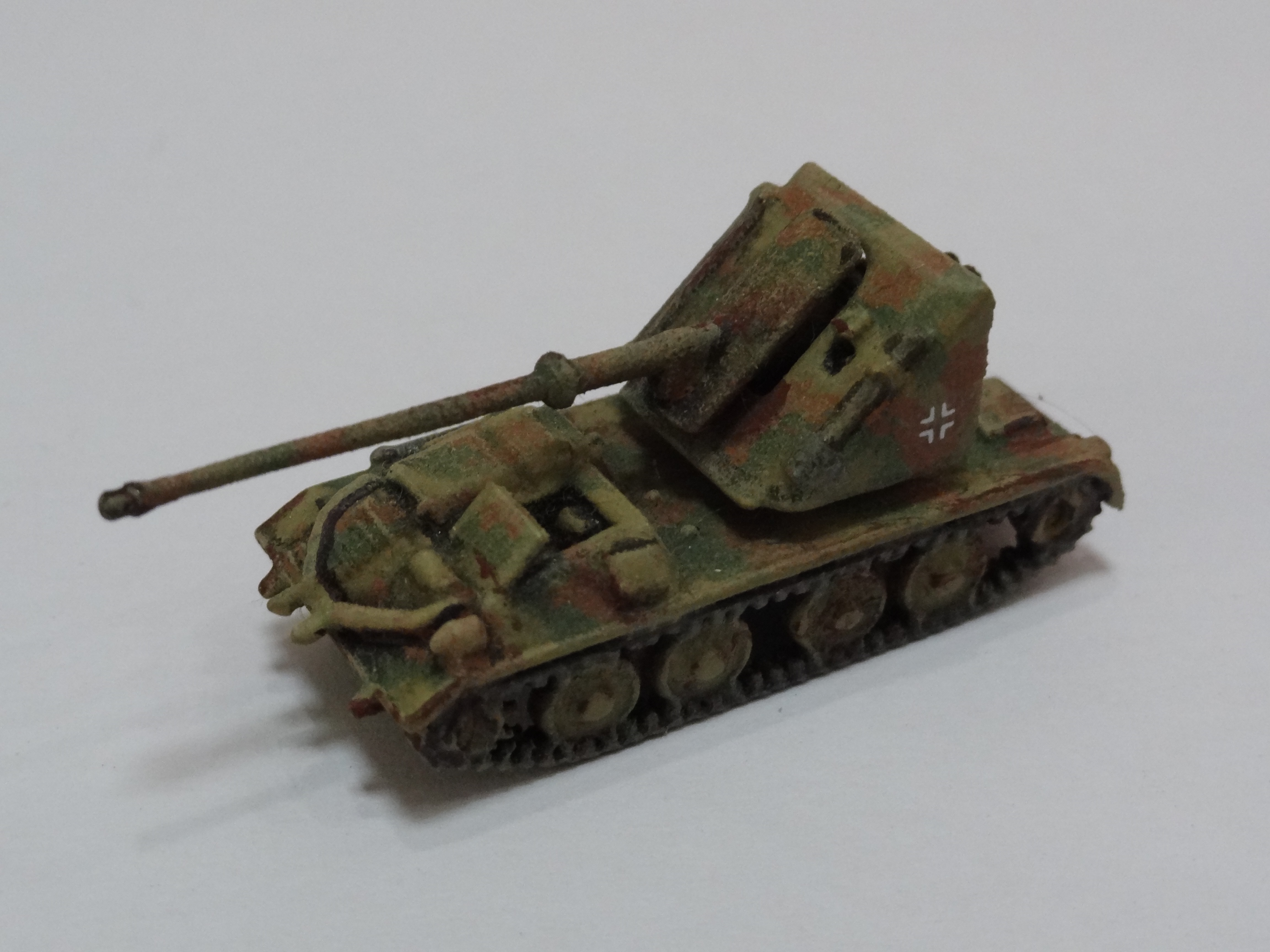
模型廠商CGD所推出的1/144阿德尔特武器搬運車。

在1942年時，兵器局第6課下達了開發能搭載10.5cm輕型野榴彈砲，並加以運載、射擊的歩兵支援用兵器「武器运载车」的命令。根據此一命令開始了蝗蟲10自走砲以及IV號b型自走榴弾砲的計畫，但是因為規格要求的複雜化而使得開發陷入困境，蝗蟲10自走砲最後終究未能進入量產。因此重新由兵器局第4課將要求集中於反戰車戰鬥為取向來開發武器运载车。而之後由史泰爾公司與克魯伯公司共同合作的試驗車，與阿德尔特公司和萊茵金屬公司共同合作的試驗車就完成了。兩者均採用開放式的砲塔上搭載8.8 cm PaK 43反戰車砲的設計，但前者在測試中被指出有數個問題存在、而後者的完成度雖然較高，但是仍有成本與製造天數長兩個問題存在。因此就再由阿德尔特公司和萊茵金屬公司合作開發更簡易的試作車，並賦予比史泰爾＋克魯伯案更高的開發優先度，而以「Geschutzwagen 638/18 SF PAK.43 Ardelt Waffenträger」之名來加以量産化。
蝗蟲10自走砲等之前設計的武器搬運車，是被要求將砲下降到地上後才能夠來使用，某種程度意義上並非屬於「自走砲」而只是「火砲搬運車」。但是在本車則是變更了要求而以能在車上射撃為前提，將沒有機動力的PaK 43加以簡易自走砲化。武器运载车原本預計是使用來自38(t)，修改過被稱為38D的新型底盤，但是因為此款底盤在1945年初，武器运载车被急迫要求開始生產之時都還不能取得，所以最後只部份沿用了來自追獵者式戰車的大型轉輪與葉片彈簧式懸吊組合，但是在轉輪的外側並沒有使用橡膠包覆。

### 戰績
擔任本車開發的阿德爾特公司負責人Gunther Ardelt博士，後來被德意志國防軍任命為中尉，在1945年2月率領已經完成的7輛武器运载车參加了在布蘭登堡市附近與蘇軍的戰鬥，博士本人與公司職員幾乎全部戰死。
當時由蘇聯軍隊所擄獲的一台武器运载车，現在則被展示於庫賓卡軍事博物館。據說剩下的3輛則被納入柏林的防衛部隊來使用，而且似乎有留下類似的照片。
阿德爾特公司本身因為阿德爾特博士及主要的職員均戰死而消滅了。其後公司活動據點的布蘭登堡市也被劃入東德，所以現存的資料非常少。因此，現有的資料幾乎都是來自於庫賓卡軍事博物館。

## 其他运载车
纳粹德国除了“阿德尔特武器运载车”之外，还有“莱茵武器运载车”、“四号武器运载车”的研发计划，但是均没有实际生产出来。

## 流行文化
- 白俄罗斯的战游网公司开发的游戏坦克世界里面出现了纳粹德国的“莱茵武器运载车”、“四号武器运载车”、“E-100武器运载车”。

## 外部連結
- Panzernet （页面存档备份，存于）(波蘭語)
- Achtung Panzer （页面存档备份，存于）
- Waffentrager詳細解説與照片(俄語)
- 模型廠商CGD對於武器搬運車的介紹網頁 （页面存档备份，存于）